# بيير بريفوست
بيير بريفوست هو فيزيائي سويسري، ولد في 3 مارس 1751 في جنيف في سويسرا، وتوفي بنفس المكان في 8 أبريل 1839.